# Renia brevirostralis
Renia brevirostralis là một loài bướm đêm trong họ Noctuidae.